# Вольфрамат железа(II)
Вольфрамат железа(II) — неорганическое соединение,
соль железа и вольфрамовой кислоты с формулой FeWO4,
чёрные кристаллы,
не растворяется в воде.

## Получение
- В природе встречается минерал ферберит — FeWO4 с примесями Nb, Ta, Sc, Sn[1].
- Спекание оксидов железа и вольфрама:

{\displaystyle {\mathsf {FeO+WO_{3}\ {\xrightarrow {600-800^{o}C}}\ FeWO_{4}}}}

## Физические свойства
Вольфрамат железа(II) образует чёрные кристаллы
моноклинной сингонии,
пространственная группа P 21/a,
параметры ячейки a = 0,493 нм, b = 0,569 нм, c = 0,470 нм, β = 90°, Z = 2.
Не растворяется в воде.